# Овсиенко, Татьяна Николаевна
Татья́на Никола́евна Овсие́нко (род. 22 октября 1966, Киев, Украинская ССР, СССР) — советская и российская певица. Одна из солисток группы «Мираж» (1988—1990), известна благодаря своей сольной карьере.
Народная артистка Российской Федерации (2021).

## Биография

### Ранние годы
Родилась 22 октября 1966 года в городе Киеве в семье водителя-дальнобойщика Николая Михайловича Овсиенко (17 декабря 1939 — 25 апреля 2018) и лаборантки Анны Марковны Галагозы (род. 1949). Младшая сестра — Виктория (род. 1970), в настоящее время предприниматель. Тётя — Вера.
В детстве будущая певица училась в музыкальной школе и выступала в детском ансамбле «Солнышко», который участвовал в передаче «Весёлые нотки» на Первом канале Центрального телевидения (Москва). Окончила киевскую украинскую школу № 73.
Окончила Киевский техникум гостиничного хозяйства (1987, специалист по организации обслуживания в гостиницах).

### Карьера
После ухода из «Миража» Натальи Ветлицкой в конце 1988 года Овсиенко стала солисткой группы вместе с Ириной Салтыковой. Как и большинство других солисток в группе, выступала под фонограмму М. Суханкиной. Зрители приняли её на «ура!». Работала в группе до конца 1990 года, когда была заменена на новую солистку Екатерину Болдышеву.
После ухода из группы в прессе развернулась критика по поводу того, что все солистки пели под фонограмму другой исполнительницы. Так как «лицом» группы была Овсиенко, она стала главным объектом критики.
С 1991 года выступала со своей группой «Вояж»; выпустила несколько музыкальных альбомов вместе с автором песен Виктором Чайкой. В этот период происходит основной подъём популярности певицы.  Таня Овсиенко и группа «Вояж» стали лауреатами Песни-91 («Запомни меня молодой и красивой», Виктор Чайка — Симон Осиашвили).
В 1999 году на фестивале «Песня года» исполнила песню группы «Мираж» «Музыка нас связала» своим настоящим голосом.
Сопродюсером и помощником был Владимир Микульчик. Он же был личным помощником. В 2006 году записала новую версию хита «Love Hurts» с Дэном Маккаферти, вокалистом рок-группы «Nazareth».
Участвовала в реалити-шоу «Последний герой 3: Остаться в живых». В 2013 году выпустила альбом «Время».

### Личная жизнь
- Первый муж (1993—2003, официально развелись в 2007)[11] — Владимир Григорьевич Дубовицкий (род. 25.01.1956) — продюсер, свидетелями на свадьбе были Алёна Апина и Филипп Киркоров, гостями были Андрей Державин (спел «Чужую свадьбу»), Лолита Милявская, Игорь Николаев с Наташей Королевой[4][12].
  - приёмный сын Игорь Владимирович Дубовицкий (род. 24 января 1996) был усыновлён в 1999 году, у него был врождённый порок сердца, и он мог умереть без операции, Татьяна заплатила за операцию и оформила опекунство[13].
    - внук Александр Игоревич Дубовицкий (род. в июле 2015 года)[14].
- С актёром Валерием Николаевым (род. 1965) ходила на разные мероприятия, с 2003 по 2007 годы ходили слухи, что у них отношения.

Татьяна Овсиенко: "В 2003 году в Москву из Лас-Вегаса приехал мой друг, актер Игорь Жижикин, и попросил: «Таня, моему товарищу, он играл в сериале „День рождения Буржуя“, негде жить. Он несколько лет провел в Америке, затем в Германии, можно, он у тебя перекантуется?». В нашей квартире на Ленинском постоянно кто-то жил. А Дубовицкий все равно находился на даче, так что я, добрая душа, разрешила.

Играла роль дружки: ходила с ним по мероприятиям, премьерам. И, конечно, догадывалась, что могут поползти слухи. Но думала: «Хи-хи, ха-ха, Владимир Григорьевич в курсе, а остальные меня не интересуют». Валера жил у меня не один, с ним еще был товарищ, немец. Потихоньку они заняли полквартиры, к ним приезжали бесконечные гости — обнаглели, короче. В конце концов за свои деньги я сняла им «однушку» на «Речном вокзале» — лишь бы только ушли. На этом точка, мы не общаемся".— 
- Гражданский муж Александр Владимирович Меркулов (род. 15.08.1966, Рязань) — бизнесмен, занимался металлоломом, бывший таксист, в прошлом рэкетир, имел прозвище Саша Чудной, работал водителем у бизнесмена и лидера Тамбовской ОПГ Владимира Барсукова[16][17]. Являлся фигурантом громкого уголовного дела о покушении на крупного бизнесмена, совладельца Петербургского нефтяного терминала (ПНТ) Сергея Васильева. Приговорен к четырём годам лишения свободы, был освобожден из зала суда с учётом времени, проведенного в СИЗО[18][19]. В феврале 2011 года в Ялте, на Украине завели уголовное дело за фальшивый паспорт на имя Анатолия Мазуренко, в связи с подделкой документов[20]. Был освобождён в 2017 году. На передаче «Сегодня вечером» официально сделал Овсиенко предложение. По последним сведениям, несмотря на неоднократные заявления в прессе с обеих сторон о скорейшей официальной регистрации своих отношений в ЗАГСе, Овсиенко и Меркулов так и остаются просто сожителями[21].

## Творчество

### Дискография
Студийные альбомы
- 1991 — «Красивая девчонка»
- 1993 — «Капитан»
- 1994 — «Не суди…»
- 1995 — «Надо влюбиться»
- 1997 — «За розовым морем»
- 2001 — «Река любви моей»
- 2004 — «Я не скажу прощай»
- 2013 — «Время»

Синглы
- 2000 — «Я буду лететь за тобой» (CD-сингл)
- 2006 — «Love Hurts» (feat. Nazareth)
- 2017 — «Набери мой номер»

Другие альбомы
- 1994 — «Татьянин день»

### Видеография
Сольные видеоклипы
| Год  | Клип                                           | Режиссёр            | Альбом                              |
| ---- | ---------------------------------------------- | ------------------- | ----------------------------------- |
| 1991 | «Запомни меня»                                 | неизвестен          | «Красивая девчонка»                 |
| 1992 | «Карты-картишки»                               | неизвестен          | «Красивая девчонка»                 |
| 1992 | «Наташка»                                      | неизвестен          | «Красивая девчонка»                 |
| 1993 | «Капитан»                                      | неизвестен          | «Капитан»                           |
| 1993 | «Гриша»                                        | неизвестен          | «Капитан»                           |
| 1994 | «Морозов»                                      | неизвестен          | «Не суди…»                          |
| 1995 | «Давай оставим всё как есть»                   | Сергей Кальварский  | «Не суди…»                          |
| 1995 | «Вечер»                                        | неизвестен          | «Надо влюбиться»                    |
| 1995 | «Надо влюбиться»                               | неизвестен          | «Надо влюбиться»                    |
| 1995 | «Школьная пора»                                | Валерий Спирин      | «Надо влюбиться»                    |
| 1996 | «Женское счастье»                              | Валерий Спирин      | «Надо влюбиться»                    |
| 1996 | «Дальнобойщик»                                 | Игорь Ахмедов       | «Надо влюбиться»                    |
| 1997 | «Где же ты, любимый?»                          | неизвестен          | «За розовым морем»                  |
| 1997 | «За розовым морем»                             | Валерий Спирин      | «За розовым морем»                  |
| 1997 | «Колечко»                                      | Александр Прошкин   | «За розовым морем»                  |
| 1997 | «Солнце моё»                                   | неизвестен          | «За розовым морем»                  |
| 1997 | «Наш двор»                                     | неизвестен          | «За розовым морем»                  |
| 1998 | «Не забудь»                                    | неизвестен          | «За розовым морем»                  |
| 1999 | «Река любви»                                   | неизвестен          | «Река любви моей»                   |
| 1999 | «Гуси-лебеди»                                  | неизвестен          | «Я не скажу прощай»                 |
| 2000 | «Обетованная Земля» (feat. Михаил Шуфутинский) | неизвестен          | «Река любви моей»                   |
| 2000 | «Свежий ветер»                                 | Фёдор Бондарчук     | «Я не скажу прощай»                 |
| 2000 | «Я буду лететь за тобой»                       | Олег Гусев          | «Река любви моей»                   |
| 2001 | «Чайки»                                        | Фёдор Бондарчук     | без альбома                         |
| 2001 | «По льду»                                      | Андрей Болтенко     | «Я не скажу прощай»                 |
| 2001 | «Поплачу и брошу»                              | Юрий Грымов         | «Я не скажу прощай»                 |
| 2002 | «Где-то»                                       | неизвестен          | «Я не скажу прощай»                 |
| 2002 | «Ты теряешь»                                   | неизвестен          | «Я не скажу прощай»                 |
| 2003 | «Цепочка»                                      | Николай Прапорщиков | «Я не скажу прощай»                 |
| 2004 | «Берега любви» (feat. Виктор Салтыков)         | неизвестен          | «Невесомость» (альбом В. Салтыкова) |
| 2005 | «Лето» (feat. Виктор Салтыков)                 | неизвестен          | без альбома                         |
| 2006 | «Love Hurts» (feat. Nazareth)                  | неизвестен          | без альбома                         |
| 2010 | «Три часа»                                     | Елена Винярская     | «Время»                             |
| 2015 | «В сердце»                                     | Полина Рябцева      | без альбома                         |

Участие в клипах других исполнителей
| Год  | Клип                    | Исполнитель          |
| ---- | ----------------------- | -------------------- |
| 1991 | «Грустное слово любовь» | Виктор Чайка         |
| 1998 | «Я прошу тебя»          | ИКС-Миссия           |
| 2008 | «Счастье в каждый дом»  | Звёзды канала Муз-ТВ |

### Фильмография
- 1990 — «Наш человек в Сан-Ремо» — Таня, солистка группы «Мираж»
- 1998 — «Военно-полевой романс»
- 2008 — «Красота требует…» — камео
- 2009—2011 — «Даёшь молодёжь!» — камео

### Телевидение
- «Последний герой»
- «Танцы со звёздами»
- «Специальное задание»

## Награды и звания
За выступления перед ветеранами, в воинских частях и перед военнослужащими в местах боевых действий:
- медаль «Адмирал Флота Советского Союза Н. Г. Кузнецов»» Министерства обороны РФ
- медаль «За боевое содружество» (МВД)»[22]
- медаль ВВ МВД России «За содействие»
- медаль Кемеровской области «За веру и добро»
- медаль «За службу на Северном Кавказе»
- знак отличия «За службу на Кавказе» Северо-Кавказского военного округа[23]

За заслуги в области искусства:
- почетное звание «Народный артист Российской Федерации» (2021)
- «Золотой граммофон» за хит «Колечко» (1997)